# Члени ВУЦВК 6-го складу
Члени ВУЦВК 6 складу
Затверджений 6 Всеукраїнським з'їздом Рад 
(VI - 14-17 грудня 1921 року)
| Прізвище                                     |  |
| -------------------------------------------- |  |
| А                                            |  |
| Аверін Василь Кузьмич                        |  |
| Авксентьєвський Костянтин Олексійович        |  |
| Александров ?.?.                             |  |
| Амосов Олексій Мефодійович                   |  |
| Анзен ?.?.                                   |  |
| Ауссем Володимир Християнович                |  |
| Б                                            |  |
| Балицький Всеволод Аполлонович               |  |
| Белов Олександр                              |  |
| Білокриницький Семен Михайлович              |  |
| Бесєдовський Григорій Зіновійович            |  |
| Блакитний Василь Михайлович (Еланський)      |  |
| Богатін ?.?.                                 |  |
| Богданов Михайло Сергійович                  |  |
| Бриков ?.?.                                  |  |
| Брон Михайло Ісакович                        |  |
| Буздалін Сергій Феоктистович                 |  |
| Булат Іван Лазарович                         |  |
| Буценко Панас Іванович                       |  |
| В                                            |  |
| Вакулєв ?.?.                                 |  |
| Василенко Марко Сергійович                   |  |
| Вінников ?.?.                                |  |
| Владимиров Мирон Костянтинович (Шейнфінкель) |  |
| Власенко Степан Наумович                     |  |
| Возничишин ?.?.                              |  |
| Г                                            |  |
| Гаврилов Іван Андрійович                     |  |
| Гамарник Ян Борисович                        |  |
| Гаркавий Ілля Іванович                       |  |
| Гінзбург ?.?.                                |  |
| Голосна ?.?.                                 |  |
| Голубенко Микола Васильович                  |  |
| Гольцман Абрам Зиновійович                   |  |
| Горкенін ?.?.                                |  |
| Гринько Григорій Федорович                   |  |
| Гулий Костянтин Макарович                    |  |
| Гуляницький Трифон Маркович                  |  |
| Гуревич Мойсей Григорович                    |  |
| Гюміна ?.?.                                  |  |
| Д                                            |  |
| Данилевич Василь Юхимович                    |  |
| Дегтерьов ?.?.                               |  |
| Дейч ?.?.                                    |  |
| Денисенко ?.?.                               |  |
| Доброхотов Микола Федорович                  |  |
| Дробніс Ян Наумович                          |  |
| Дубович ?.?.                                 |  |
| Петінський (Дудка) Іван Кузьмич              |  |
| Дудник Яким Минович                          |  |
| Е                                            |  |
| Ейдеман Роберт Петрович                      |  |
| Є                                            |  |
| Євдокимов Юхим Георгійович                   |  |
| Єрмощенко Веніамін Йосипович                 |  |
| Ж                                            |  |
| Жданов ?.?.                                  |  |
| З                                            |  |
| Завенягін Авраамій Павлович                  |  |
| Зайцев ?.?.                                  |  |
| Затонський Володимир Петрович                |  |
| Золотарьов ?.?.                              |  |
| І                                            |  |
| Іванов ?.?.                                  |  |
| Іванов Андрій Васильович                     |  |
| Іванов Василь Тимофійович                    |  |
| Івашко ?.?.                                  |  |
| Ігнат Самуїл Йосипович (Ейнгорн)             |  |
| К                                            |  |
| Кабай ?.?.                                   |  |
| Кабаненко Микола Максимович                  |  |
| Кактинь Артур Мартинович                     |  |
| Калюжний Наум Михайлович                     |  |
| Качинський (Орєшин) Володимир Максимович     |  |
| Кашкарьова ?.?.                              |  |
| Квірінг Емануіл Йонович                      |  |
| Квятек Казимир Францович                     |  |
| Кедер Л.                                     |  |
| Кіркіж Купріян Осипович                      |  |
| Кін Павло Андрійович                         |  |
| Кісельов ?.?.                                |  |
| Клименко Іван Євдокимович                    |  |
| Козачков ?.?.                                |  |
| Козлов ?.?. (безпартійний)                   |  |
| Колесніков ?.?.                              |  |
| Кон Фелікс Якович                            |  |
| Конотоп ?.?.                                 |  |
| Корнєєв ?.?.                                 |  |
| Корнюшин Федір Данилович                     |  |
| Корняков ?.?.                                |  |
| Косит ?.?.                                   |  |
| Косіор Станіслав Вікентійович                |  |
| Коцюбинський Юрій Михайлович                 |  |
| Кошкарьов ?.?.                               |  |
| Кролевецький ?.?.                            |  |
| Ксандров Володимир Миколайович               |  |
| Кузнєцов Степан Матвійович                   |  |
| Кузьменко Василь Денисович                   |  |
| Кустелян Марія Олексіївна                    |  |
| Л                                            |  |
| Лебідь Дмитро Захарович                      |  |
| Легкий В.С.                                  |  |
| Лейбельман Ісак Ш.                           |  |
| Лівшиць (Ліфшиць) Яків Абрамович             |  |
| Лобанов ?.?.                                 |  |
| Логвінов ?.?.                                |  |
| Луговий Олександр Васильович                 |  |
| Любченко Панас Петрович                      |  |
| Ляпін ?.?.                                   |  |
| М                                            |  |
| Макар ?.?.                                   |  |
| Манцев Василь Миколайович                    |  |
| Мануїльський Дмитро Захарович                |  |
| Михайлов ?.?.                                |  |
| Мінаєв ?.?.                                  |  |
| Мінін Сергій Костянтинович                   |  |
| Моїсеєнко ?.?.                               |  |
| Майоров Михайло Мусійович                    |  |
| Мойрова Варвара Акимівна                     |  |
| Моргунов ?.?.                                |  |
| Межлаук Іван Іванович                        |  |
| Мусульбас Іван Андрійович                    |  |
| Н                                            |  |
| Начинський ?.?.                              |  |
| Нехворостний (Нефоросний) Олексій Іванович   |  |
| Нечес Павло Федорович                        |  |
| Никифоров ?.?.                               |  |
| Ніколаєнко ?.?.                              |  |
| Новаковський Нісон Шльомович (Соломонович)   |  |
| Новіков ?.?.                                 |  |
| О                                            |  |
| Одинцов Олександр Васильович                 |  |
| П                                            |  |
| Павліченко ?.?.                              |  |
| Павлов П.А. (Губуз)                          |  |
| Панасюк ?.?.                                 |  |
| Петренко ?.?. (безпартійний)                 |  |
| Петровський Григорій Іванович                |  |
| Пікель Ричард Вітольдович                    |  |
| Полоз Михайло Миколайович                    |  |
| Поляков Василь Васильович                    |  |
| Попов Микола Миколайович                     |  |
| Порайко Василь Іванович                      |  |
| Прилипін Дмитро Лукич                        |  |
| Примаков Віталій Маркович                    |  |
| Приходько Антон Терентійович                 |  |
| Прохоров ?.?.                                |  |
| П'ятаков Юрій Леонідович                     |  |
| Р                                            |  |
| Радченко Андрій Федорович                    |  |
| Ракітов Григорій Давидович                   |  |
| Раковський Християн Георгійович              |  |
| Рейхель Михайло Йосипович                    |  |
| Родіонов ?.?.                                |  |
| Рудий Юлій Вікентійович                      |  |
| Рухимович Мойсей Львович                     |  |
| С                                            |  |
| Садовський Федір Йосипович                   |  |
| Свистун Пантелеймон Іванович                 |  |
| Сербиченко Олександр Калістратович           |  |
| Сиволап ?.?.                                 |  |
| Симонов ?.?.                                 |  |
| Склізнєв ?.?.                                |  |
| Скляр ?.?.                                   |  |
| Скрипник Микола Олексійович                  |  |
| Славін ?.?.                                  |  |
| Смірнов ?.?.                                 |  |
| Смірнов ?.?.                                 |  |
| Соколов Олександр Гаврилович                 |  |
| Строганов Василь Андрійович                  |  |
| Струков ?.?.                                 |  |
| Сукачов ?.?.                                 |  |
| Т                                            |  |
| Танцура ?.?.                                 |  |
| Таран Теодосій                               |  |
| Тараненко Корній                             |  |
| Тарногородський Микола Павлович              |  |
| Терлецький Євген Петрович                    |  |
| Ткаченко ?.?.                                |  |
| Туманов Микола Гаврилович                    |  |
| Турченко ?.?.                                |  |
| У                                            |  |
| Угаров Федір Якович                          |  |
| Ф                                            |  |
| Фелаченко ?.?.                               |  |
| Фетісов ?.?.                                 |  |
| Філатова ?.?.                                |  |
| Фрунзе Михайло Васильович                    |  |
| Х                                            |  |
| Харечко ?.?.                                 |  |
| Хвиля Андрій Ананійович (Олінтер)            |  |
| Хомик ?.?.                                   |  |
| Ц                                            |  |
| Цанцев ?.?.                                  |  |
| Ч                                            |  |
| Чабай Григорій Данилович                     |  |
| Чернишова ?.?.                               |  |
| Чиркін Василь Гаврилович                     |  |
| Чубар Влас Якович                            |  |
| Ш                                            |  |
| Шейлаук ?.?.                                 |  |
| Шехватов ?.?.                                |  |
| Шишков Петро Іванович                        |  |
| Шкадінов Микола Іванович                     |  |
| Шкляхін ?.?.                                 |  |
| Шлейхман ?.?.                                |  |
| Шников ?.?.                                  |  |
| Шумський Олександр Якович                    |  |
| Щаденко Юхим Опанасович                      |  |
| Я                                            |  |
| Якір Іона Еммануїлович                       |  |
| Яковлєв В.                                   |  |
| Ялишиц ?.?.                                  |  |

## Джерело
- Список членів і кандидатів ВУЦВК 6 скликання (1921), ЦДАВО України,